# العلاقات الأمريكية الغانية
العلاقات الأمريكية الغانية هي العلاقات الثنائية التي تجمع بين الولايات المتحدة وغانا.

## مقارنة بين البلدين
هذه مقارنة عامة ومرجعية للدولتين:
| وجه المقارنة                                              | الولايات المتحدة                                                                                                  | غانا         |
| --------------------------------------------------------- | --- | ------------ |
| المساحة (كم2)                                             | 9.83 مليون | 238.53 ألف   |
| عدد السكان (نسمة)                                         | 311.58 مليون | 26.91 مليون  |
| الكثافة السكانية (ن./كم²)                                 | 31.7 | 112.82       |
| العاصمة                                                   | واشنطن العاصمة | أكرا         |
| اللغة الرسمية                                             | لغة إنجليزية | لغة إنجليزية |
| العملة                                                    | دولار أمريكي | سيدي غاني    |
| الناتج المحلي الإجمالي (بليون دولار)                      | 19.39 تريليون | 47.33 مليار  |
| الناتج المحلي الإجمالي (تعادل القوة الشرائية) بليون دولار | 18.04 تريليون | 115.41 مليار |
| الناتج المحلي الإجمالي الاسمي للفرد دولار أمريكي          | 56.12 ألف | 1.37 ألف     |
| الناتج المحلي الإجمالي للفرد دولار أمريكي                 | 54.63 ألف | 4.08 ألف     |
| مؤشر التنمية البشرية                                      | 0.920 | 0.579        |
| رمز المكالمات الدولي                                      | +1 | +233         |
| رمز الإنترنت                                              | .us، حكومة، .mil، Edu.                                                                                            | .gh          |
| المنطقة الزمنية                                           | توقيت ساموا الأمريكية، توقيت أطلنطي موحد، منطقة زمنية وسطى، توقيت ألاسكا ‏، المنطقة الزمنية الجبلية، توقيت تشامرو ‏ | 00           |

## مدن متوأمة
في ما يلي قائمة باتفاقيات التوأمة بين مدن أمريكية وغانية:
- ترتبط أوكلاند مع سيكوندي تاكورادي باتفاقية توأمة.
- ترتبط كولومبوس مع أكرا باتفاقية توأمة منذ 25 مارس 1987.
- ترتبط شيكاغو مع أكرا باتفاقية توأمة منذ 2004.[17][17][17][17]
- ترتبط روانوك مع تيما باتفاقية توأمة منذ 30 نوفمبر 1993.
- ترتبط تالاهاسي مع Konongo, Ghana [الإنجليزية]‏ باتفاقية توأمة.
- ترتبط ريفرسايد مع أوبواسي باتفاقية توأمة منذ 2013.
- ترتبط أتلانتا مع كوماسي باتفاقية توأمة منذ 1979.
- ترتبط بوفالو مع كيب كوست باتفاقية توأمة منذ 1977.
- ترتبط سان دييغو مع تيما باتفاقية توأمة منذ 2004.[18][18][18][18]
- ترتبط وينستون-سالم مع كوماسي باتفاقية توأمة منذ 2006.
- ترتبط نيوآرك مع كوماسي باتفاقية توأمة منذ 1984.[19][19][19]
- ترتبط بوسطن مع سيكوندي تاكورادي باتفاقية توأمة منذ 24 يونيو 1959.
- ترتبط واشنطن العاصمة مع أكرا باتفاقية توأمة منذ 19 فبراير 1962.[20]
- ترتبط لويفيل مع تامالي باتفاقية توأمة منذ 1 أبريل 1977.
- ترتبط توسكالوسا مع سونياني باتفاقية توأمة.
- ترتبط فريدريكسبيورغ مع Princes Town, Ghana [الإنجليزية]‏ باتفاقية توأمة.
- ترتبط كولومبيا مع أكرا باتفاقية توأمة منذ 1995.[21][21]
- ترتبط تشارلوت مع كوماسي باتفاقية توأمة.

## منظمات دولية مشتركة
يشترك البلدان في عضوية مجموعة من المنظمات الدولية، منها:
| علم المنظمة | اسم المنظمة                               | تاريخ انضمام الولايات المتحدة | تاريخ انضمام غانا |
| ----------- | ----------------------------------------- | ----------------------------- | ----------------- |
|             | وكالة ضمان الاستثمار متعدد الأطراف        | 12 أبريل 1988                 | 29 أبريل 1988     |
|             | الاتحاد الدولي للاتصالات                  | 1 يوليو 1908                  | 17 مايو 1957      |
|             | يونسكو                                    | 4 نوفمبر 1946                 | 11 أبريل 1958     |
|             | البنك الإفريقي للتنمية                    | ?                             | ?                 |
|             | الأمم المتحدة                             | 24 أكتوبر 1945                | 8 مارس 1957       |
|             | المركز الدولي لتسوية المنازعات الاستشارية | 14 أكتوبر 1966                | 14 أكتوبر 1966    |
|             | البنك الدولي للإنشاء والتعمير             | 27 ديسمبر 1945                | 20 سبتمبر 1957    |
|             | مؤسسة التمويل الدولية                     | 20 يوليو 1956                 | 3 أبريل 1958      |
|             | منظمة الشرطة الجنائية الدولية             | ?                             | ?                 |
|             | مؤسسة التنمية الدولية                     | 24 سبتمبر 1960                | 29 ديسمبر 1960    |
|             | الاتحاد البريدي العالمي                   | ?                             | ?                 |
|             | منظمة حظر الأسلحة الكيميائية              | ?                             | ?                 |
|             | الفريق المعني برصد الأرض                  | ?                             | ?                 |
|             | منظمة التجارة العالمية                    | ?                             | ?                 |

## أعلام
هذه قائمة لبعض الشخصيات التي تربطها علاقات بالبلدين:
- شيرلي تيمبل (ممثلة من الولايات المتحدة الأمريكية، 23 أبريل 1928[30][31][32] – 10 فبراير 2014[30][31][32])
- فورست ويتكر (ممثل أمريكي، 15 يوليو 1961[33][34][35] – )
- كوفي كينغستون (مصارع محترف من الولايات المتحدة الأمريكية، 14 أغسطس 1981 – )
- ماي جيميسون (17 أكتوبر 1956[36][37][38] – )
- ناز (14 سبتمبر 1973[39] – )
- هاريت توبمان (كاتبة من الولايات المتحدة الأمريكية، 1820[40][41][42] – 10 مارس 1913[43][44][45])

## وصلات خارجية
- موقع وزارة الخارجية الأمريكية
- موقع وزارة الخارجية الغانية